# Bergen (Limburgo)
Bergen (em limburguês: Baerge) é um município dos Países Baixos, situado na província de Limburgo. Tem 108,50 km² de área e sua população em 2020 foi estimada em 13.089 habitantes.